# Evandro Gonçalves Oliveira Júnior
Evandro Gonçalves Oliveira Júnior (* 17. Juli 1990 in Rio de Janeiro) ist ein brasilianischer Beachvolleyballspieler. 2017 wurde er mit André Loyola Stein in Wien Weltmeister.

## Karriere
Evandro erreichte 2010 bei der U21-Weltmeisterschaft in Alanya mit Joalison Laurindo den 25. Platz. 2012 bildete er ein Duo mit dem ehemaligen Vizeweltmeister Harley Marques. Bei ihrem ersten gemeinsamen Auftritt auf der FIVB World Tour wurden Evandro/Harley Fünfte der Brasília Open. Danach gab es für sie noch einen 33. Platz in Mysłowice und einen 25. Platz bei den Prag Open. Bei den anderen FIVB-Turnieren unterlagen sie in der „Country Quota“.
2013 bildete Evandro ein neues Duo mit Vitor Felipe. Nach einem Turniersieg auf der kontinentalen Tour wurden Evandro/Felipe Neunte der Fuzhou Open. Auf der World Tour folgten zwei fünfte Plätze bei den Grand Slams in Shanghai und Corrientes. Bei der Weltmeisterschaft 2013 in Stare Jabłonki kamen sie als Gruppenzweite in die K.-o.-Runde und erreichten das Viertelfinale, in dem sie sich den Deutschen Erdmann/Matysik geschlagen geben mussten. Nach einem 17. Platz in Gstaad und einem neunten Rang in Long Beach gewannen Evandro/Felipe den Grand Slam in Berlin im Finale gegen die Russen Krassilnikow/Semjonow. In Moskau spielte Evandro mit Emanuel Rego und verlor das Endspiel gegen das lettische Duo Samoilovs/Šmēdiņš. Nach einem schwächeren Turnier in São Paulo mit Felipe spielte Evandro in Xiamen nochmal mit Emanuel und wurde Fünfter. Auf der World Tour 2014 wurden Evandro/Felipe unter anderem Neunte in Shanghai und Fünfte in Moskau. Weitere Top-Ten-Ergebnisse gelangen ihnen bei den Grand Slams in Gstaad, Long Beach und São Paulo.
Ab 2015 spielte Evandro mit Pedro Solberg. Nach zwei nationalen Turniersiegen in Fortaleza und Recife erreichten Evandro/Pedro bei ihrem ersten gemeinsamen Auftritt auf der World Tour 2015, dem Grand Slam in Moskau, das Finale gegen die Spanier Herrera/Gavira. Dann wurden sie Fünfte beim Poreč Major und gewannen anschließend das Major-Turnier in Stavanger im Endspiel gegen die Polen Łosiak/Kantor. In Sankt Petersburg belegten sie den neunten Rang. Bei der WM in den Niederlanden kamen sie als Gruppendritter in die K.-o.-Runde, erreichten dann aber mit drei Tiebreak-Siegen in Folge das Halbfinale; nach einem 1:2 gegen das einheimische Duo Nummerdor/Varenhorst gewannen sie das Spiel um Bronze gegen das US-Duo Lucena/Brunner. Anschließend wurde sie Fünfter des Gstaad Major und viermal Neunter bei den folgenden FIVB-Turnieren. Beim World Tour Final in Fort Lauderdale setzten sie sich im Spiel um den dritten Platz gegen die Niederländer Brouwer/Meeuwsen durch.
Anfang 2016 kamen Evandro/Felipe in die Endspiele der Maceió Open und des Grand Slams in Rio de Janeiro, in denen sie sich den Amerikanern Dalhausser/Lucena und den Polen Łosiak/Kantor geschlagen geben mussten. In Fortaleza, Moskau und Hamburg wurden sie jeweils Neunte sowie in Olsztyn und Poreč jeweils Fünfte. Danach gewannen sie das Gstaad Major mit einem Finalsieg gegen Dalhausser/Lucena. Für die Olympischen Spiele in Rio de Janeiro waren sie als Vertreter der Gastgebernation gesetzt. In der Vorrunde gewannen sie nur eines von drei Spielen, erreichten aber als Gruppenzweite das Achtelfinale, das sie gegen die Russen Ljamin/Barsuk verloren, womit sie das Turnier auf dem neunten Rang abschlossen. Beim Grand Slam in Long Beach feierten sie einen weiteren Finalsieg gegen Dalhausser/Lucena. Auch beim World Tour Final in Toronto standen sie im Endspiel, unterlagen aber ihren Landsleuten, den neuen Olympiasiegern Alison/Bruno. Danach spielten sie noch einige nationale Turniere, bevor sich ihre Wege trennten.
2017 bildete Evandro ein neues Duo mit André Loyola Stein und erreichte mit ihm auf der World Tour direkt das Finale des Fünf-Sterne-Turniers in Fort Lauderdale, das ihre Landesleute Álvaro/Saymon gewannen. Anschließend blieben Evandro/André Loyola erfolgreich. Nur in Moskau verpassten sie die Top Ten, während sie bei drei Turnieren Neunter wurden und in Gstaad (fünf Sterne) im Spiel um Bronze erneut Álvaro/Saymon unterlagen. Bei der Weltmeisterschaft in Wien kamen sie als bestes von drei punktgleichen Teams ihrer Gruppe in die K.-o.-Phase; dort gelangten sie mit nur einem weiteren Satzverlust ins Endspiel und wurden mit einem Sieg gegen die Österreicher Doppler/Horst Weltmeister. Beim World Tour Final in Hamburg erreichten Evandro/André Loyola Platz zwei. Von Juni bis August 2018 spielte Evandro wieder zusammen mit Vitor Felipe. Von 2019 bis 2021 war Olympiasieger Bruno Schmidt sein Partner. Bei den Olympischen Spielen in Tokio wurden Evandro/Bruno Schmidt Neunte. Von Oktober 2021 bis Juli des folgenden Jahres war Álvaro Filho Evandros Partner. Als bestes Ergebnis erreichten sie einen fünften Rang beim Challenge in Kuşadası. Mit dem neuen Partner Vinicius Rezende gelang im letzten Vierteljahr 2022 ein fünfter Platz sowohl beim Challenge auf den Malediven als auch beim Elite16-Event in Uberlândia. 
Seit 2023 ist Arthur Mariano der Partner des gebürtigen Carioca. Bei den Challenge-Turnieren wurden die Brasilianer Vierte in La Paz und gewannen in ihrem Heimatland in Saquarema. Die beiden erkämpften Bronze im portugiesischen Espinho, standen beim Elite16 in Montreal in der Vorschlussrunde und beim gleichwertigen Event in Paris sowie bei den Welttitelkämpfen im Achtelfinale. Die gleiche Platzierung erreichten sie beim ersten Wettbewerb 2024 in Doha, bevor sie drei Mal in Folge auf dem Podium standen. Bei den Challenge-Turnieren in Recife und Guadalajara gewannen sie Gold und Bronze. Beim anschließenden Elite16 in ihrem Heimatland gelang ihnen mit dem Sieg im Endspiel ihr bis dahin größter gemeinsamer Erfolg. Nachdem sie bei den gleichwertigen Turnieren in Ostrava und Gstaad im Viertelfinale standen, gewannen sie bei den Olympischen Spielen ihre Gruppe, in der unter anderem die amtierenden Weltmeister Perušič / Schweiner ihre Gegner waren, und die erste Hauptrunde ohne Satzverlust. Danach unterlagen sie den Goldmedaillengewinnern Åhman / Hellvig und belegten somit auch bei dieser Veranstaltung den geteilten fünften Rang.